# Suncook
Suncook – jednostka osadnicza w Stanach Zjednoczonych, w stanie New Hampshire, w hrabstwie Merrimack.